# Abel-Mechola
Abel-Mechola (potok tańca) – starożytna miejscowość położona w Dolinie Jordanu, dokładna lokalizacja nie jest znana. Według Biblii należała do pokolenia Issachara, a jej nazwa została poświadczona przez Sdz 7,22, 1 Krl 4,12 oraz 1 Krl 19,16.
W Księdze Sędziów 7,22 nazwa Abel-Mechola pojawiła się w kontekście ucieczki Midianitów przed wojskiem Gedeona (XI wiek p.n.e.). Księga Królewska 4,12 lokowała miejscowość w piątym okręgu państwa Izraela z czasów króla Salomona (X wiek p.n.e.), zaś 1 Krl 19,16 wskazywała ją jako rodzime miasto Elizeusza. W czasach rzymskich miejsce urodzin proroka utożsamiano z miejscowościami Abelmeą lub Abelmain, gdzie biły gorące źródła. Pisarz z IV wieku, Euzebiusz z Cezarei, w swoim dziele Onomasticon (34,23) lokalizował Abel-Mechola ponad 15 km na południe od Bet-Szan, utożsamiając ją z Betmaleą.